# Oldřich Lajsek
Oldřich Lajsek (8 de febrero de 1925, Křesetice, República Checa-2 de octubre de 2001, Praga) fue un reconocido pintor, diseñador y profesor de las artes. Dentro de su obra también hay trabajos de diseño gráfico. 

## Biografía
Lajsek nació el 8 de febrero de 1925 y creció con una familia de mercaderes en Křesetice, pueblo cercano a Kutná Hora en Bohemia (Checoslovaquia). En 1994 se graduó en una escuela de maquinaria industrial en Kutná Hora. Durante la Segunda Guerra Mundial, formó parte de una brigada de rebeldes antifascistas llamada “El Puño“. La brigada luchó contra la ocupación Nazi en Checoslovaquia. Después de la Segunda Guerra Mundial, se mudó a Praga, donde trabajó en la Unión Checoslovaca de Industria. En 1946 estudió en Universidad Carolina en Praga. Durante ese período, Lajsek descubrió su talento artístico y se graduó en 1950. En 1966 también se graduó en economía. También se dedicó a lo largo de su vida a ser profesor, comenzando en 1955 en la Escuela de Bellas Artes en Praga. 
Oldrich Lajsek se registró como miembro de la Unión de Artistas Creativos Checa en 1954. En 1955 fue aceptado en la Sociedad Štursa y más adelante en el VI Center. Tomó parte en la competición para renovar las instalaciones del Teatro Nacional (Praga). En 1960 fundó y presidió la “El Grupo de los Ocho Artistas”. Su labor llevó a que en 1985, fuese condecorado con el Honor Nacional por la Excelencia al Trabajo. A lo largo de su vida creó más de 3000 productos de las cuales más de 1800 se destinaron al colecciones privadas. Lajsek murió en Praga a la edad de 76 años.. 

### El pintor
Su producción artística resultó muy versátil en cuanto a los géneros empleados. Se dedicó a la pintura abstracta, al realismo y al surrealismo, entre otros géneros. Y aunque trabajo varias ramas artísticas sus mejores producciones fueron pinturas. En este aspecto fue uno de los pintores más conocidos durante el período comunista en Checoslovaquia. Su obra está inspirada en su hogar en la región Central Bohemia y en las calles de Praga, pero también se puede apreciar una influencia de sus viajes por Grecia y Yugoslavia.

## Obras destacas

### Pintura paisajista
- Hořící Lidice (Burning Village of Lidice), 1974;
- Ze Stanice metra (From the Underground Station), 1982;
- Akropolis (Acropolis), 1983;
- Červená krajina (A Red Landscape), 1985;
- Jaro, Léto, Podzim, Zima (The Spring, The Summer, The Autumn, The Winter) (set of paintings), 1985.

### Pintura abstracta
- Bílá (A White Colour), 1957;
- Zrcadlo (The Mirror), 1962;
- Modrá (A Blue Colour), 1963.

### Realismo
- Ráno v Praze (A Morning in Prague), 1983;
- Slunečnice (Sunflowers), 1971.

### Surrealismo
- Smutek (The Sorrow), 1959.